# Course en ligne masculine aux championnats du monde de cyclisme sur route 1990
Navigation
Chambéry 1989 Stuttgart 1991
La course en ligne masculine des championnats du monde de cyclisme sur route 1990 a eu lieu le dimanche 2 septembre 1990 à Utsunomiya, au Japon, sur une distance de 261,0 kilomètres.
La Belgique réalise un doublé : Rudy Dhaenens s'impose au sprint devant son compatriote Dirk De Wolf. L'Italien Gianni Bugno complète le podium en décrochant la médaille de bronze.

## Qualification

### Nations participantes
| - Allemagne de l'Est (5) - Allemagne de l'Ouest (10) - Australie (5) - Autriche (1) - Belgique (11) - Canada (1) - Corée du Sud (2) - Danemark (6) | - Espagne (12) - États-Unis (11) - France (12) - Inde (3) - Irlande (2) - Italie (12) - Japon (12) - Norvège (4) | - Pays-Bas (12) - Pologne (4) - Royaume-Uni (5) - Suisse (10) - Union soviétique (4) - Venezuela (1) |

## Classement
Source : Pro Cycling Stats. 57 coureurs (sur les 145 inscrits au départ) ont terminé la course.
| #   | D.  | Coureur                      | Pays                 | Temps           |
| --- | --- | ---------------------------- | -------------------- | --------------- |
| 1er | 12  | Rudy Dhaenens                | Belgique             | 6 h 51 min 59 s |
| 2e  | 11  | Dirk De Wolf                 | Belgique             | + 0 s           |
| 3e  | 64  | Gianni Bugno                 | Italie               | + 8 s           |
| 4e  | 140 | Greg LeMond                  | États-Unis           | + 8 s           |
| 5e  | 60  | Sean Kelly                   | Irlande              | + 8 s           |
| 6e  | 36  | Laurent Jalabert             | France               | + 8 s           |
| 7e  | 23  | Johnny Weltz                 | Danemark             | + 8 s           |
| 8e  | 49  | Andreas Kappes               | Allemagne de l'Ouest | + 8 s           |
| 9e  | 69  | Maurizio Fondriest           | Italie               | + 8 s           |
| 10e | 8   | Claude Criquielion           | Belgique             | + 8 s           |
| 11e | 122 | Piotr Ugrumov                | Union soviétique     | + 8 s           |
| 12e | 111 | Miguel Indurain              | Espagne              | + 8 s           |
| 13e | 105 | Marek Szerszyński            | Pologne              | + 8 s           |
| 14e | 109 | Federico Echave              | Espagne              | + 8 s           |
| 15e | 117 | Pello Ruiz Cabestany         | Espagne              | + 8 s           |
| 16e | 102 | Joachim Halupczok            | Pologne              | + 8 s           |
| 17e | 110 | Iñaki Gastón                 | Espagne              | + 8 s           |
| 18e | 35  | Martial Gayant               | France               | + 8 s           |
| 19e | 18  | Steve Bauer                  | Canada               | + 8 s           |
| 20e | 108 | Pedro Delgado                | Espagne              | + 8 s           |
| 21e | 113 | Marino Lejarreta             | Espagne              | + 14 s          |
| 22e | 112 | Alberto Leanizbarrutia       | Espagne              | + 28 s          |
| 23e | 68  | Claudio Chiappucci           | Italie               | + 45 s          |
| 24e | 103 | Zenon Jaskuła                | Pologne              | + 45 s          |
| 25e | 28  | Mario Kummer                 | Allemagne de l'Est   | + 45 s          |
| 26e | 34  | Gilbert Duclos-Lassalle      | France               | + 45 s          |
| 27e | 101 | Atle Pedersen                | Danemark             | + 45 s          |
| 28e | 114 | Miguel Ángel Martínez Torres | Espagne              | + 45 s          |
| 29e | 116 | Jesús Rodríguez Magro        | Espagne              | + 45 s          |
| 30e | 121 | Dimitri Konyshev             | Union soviétique     | + 45 s          |
| 31e | 46  | Peter Hilse                  | Allemagne de l'Ouest | + 45 s          |
| 32e | 104 | Marek Kulas                  | Pologne              | + 45 s          |
| 33e | 25  | Uwe Ampler                   | Allemagne de l'Est   | + 45 s          |
| 34e | 128 | Hans-Rüdi Märki              | Suisse               | + 45 s          |
| 35e | 20  | Alex Pedersen                | Danemark             | + 45 s          |
| 36e | 55  | Robert Millar                | Royaume-Uni          | + 45 s          |
| 37e | 10  | Michel Dernies               | Belgique             | + 45 s          |
| 38e | 30  | Thierry Claveyrolat          | France               | + 45 s          |
| 39e | 100 | Dag Otto Lauritzen           | Norvège              | + 45 s          |
| 40e | 107 | Laudelino Cubino             | Espagne              | + 50 s          |
| 41e | 14  | Sammie Moreels               | Belgique             | + 50 s          |
| 42e | 4   | Stephen Hodge                | Australie            | + 1 min 06 s    |
| 43e | 41  | Gérard Rué                   | France               | + 1 min 06 s    |
| 44e | 87  | Erik Breukink                | Pays-Bas             | + 1 min 06 s    |
| 45e | 132 | Thomas Wegmüller             | Suisse               | + 3 min 06 s    |
| 46e | 32  | Bruno Cornillet              | France               | + 4 min 56 s    |
| 47e | 62  | Franco Ballerini             | Italie               | + 4 min 56 s    |
| 48e | 106 | Eduardo Chozas               | Espagne              | + 13 min 12 s   |
| 49e | 48  | Darius Kaiser                | Allemagne de l'Ouest | + 13 min 14 s   |
| 50e | 130 | Pascal Richard               | Suisse               | + 13 min 14 s   |
| 51e | 81  | Kyoshi Miwa                  | Japon                | + 16 min 29 s   |
| 52e | 17  | Frank Van Den Abeele         | Belgique             | + 16 min 29 s   |
| 53e | 40  | Ronan Pensec                 | France               | + 16 min 29 s   |
| 54e | 126 | Rolf Jaermann                | Suisse               | + 16 min 29 s   |
| 55e | 129 | Jörg Müller                  | Suisse               | + 16 min 29 s   |
| 56e | 131 | Tony Rominger                | Suisse               | + 16 min 29 s   |
| 57e | 78  | Masatoshi Ichikawa           | Japon                | + 16 min 29 s   |
|     | 3   | Agostino Giramondo           | Australie            | Abandon         |
|     | 5   | Brian Stephens               | Australie            | Abandon         |
|     | 2   | Barry Burns                  | Australie            | Abandon         |
|     | 1   | Phil Anderson                | Australie            | Abandon         |
|     | 98  | Jaanus Kuum                  | Norvège              | Abandon         |
|     | 99  | Atle Kvålsvoll               | Norvège              | Abandon         |
|     | 21  | Jesper Skibby                | Danemark             | Abandon         |
|     | 22  | Rolf Sørensen                | Danemark             | Abandon         |
|     | 24  | Kenneth Weltz                | Danemark             | Abandon         |
|     | 19  | Kim Andersen                 | Danemark             | Abandon         |
|     | 47  | Josef Holzmann               | Allemagne de l'Ouest | Abandon         |
|     | 50  | Dominik Krieger              | Allemagne de l'Ouest | Abandon         |
|     | 42  | Hartmut Bölts                | Allemagne de l'Ouest | Abandon         |
|     | 43  | Udo Bölts                    | Allemagne de l'Ouest | Abandon         |
|     | 44  | Rolf Gölz                    | Allemagne de l'Ouest | Abandon         |
|     | 51  | Remig Stumpf                 | Allemagne de l'Ouest | Abandon         |

| # | D.  | Coureur                  | Pays                 | Temps   |
| - | --- | ------------------------ | -------------------- | ------- |
|   | 45  | Christian Henn           | Allemagne de l'Ouest | Abandon |
|   | 56  | Colin Sturgess           | Royaume-Uni          | Abandon |
|   | 54  | Harry Lodge              | Royaume-Uni          | Abandon |
|   | 53  | Rob Holden               | Royaume-Uni          | Abandon |
|   | 52  | Wayne Bennington         | Royaume-Uni          | Abandon |
|   | 139 | Andrew Hampsten          | États-Unis           | Abandon |
|   | 138 | David Farmer             | États-Unis           | Abandon |
|   | 137 | Michael Engleman         | États-Unis           | Abandon |
|   | 135 | Bart Bowen               | États-Unis           | Abandon |
|   | 143 | Kurt Stockton            | États-Unis           | Abandon |
|   | 134 | Kenny Adams              | États-Unis           | Abandon |
|   | 144 | James Urbonas            | États-Unis           | Abandon |
|   | 136 | Michael Carter           | États-Unis           | Abandon |
|   | 142 | Clark Sheehan            | États-Unis           | Abandon |
|   | 141 | Gary Mulder              | États-Unis           | Abandon |
|   | 133 | Guido Winterberg         | Suisse               | Abandon |
|   | 125 | Mauro Gianetti           | Suisse               | Abandon |
|   | 127 | Erich Maechler           | Suisse               | Abandon |
|   | 124 | Alfred Achermann         | Suisse               | Abandon |
|   | 145 | Leonardo Sierra          | Venezuela            | Abandon |
|   | 79  | Yoshihiro Ida            | Japon                | Abandon |
|   | 84  | Matsuyoshi Takahashi     | Japon                | Abandon |
|   | 74  | Akira Asada              | Japon                | Abandon |
|   | 75  | Hirofumi Atagi           | Japon                | Abandon |
|   | 80  | Koki Kabasawa            | Japon                | Abandon |
|   | 76  | Noboru Fujitani          | Japon                | Abandon |
|   | 82  | Yukiharu Mori            | Japon                | Abandon |
|   | 85  | Masahiro Yasuhara        | Japon                | Abandon |
|   | 83  | Yoshihiro Nogushi        | Japon                | Abandon |
|   | 77  | Kazuya Hashizume         | Japon                | Abandon |
|   | 119 | Kyu Geun Kim             | Corée du Sud         | Abandon |
|   | 118 | Heang Mo Jung            | Corée du Sud         | Abandon |
|   | 61  | Lawrence Roche           | Irlande              | Abandon |
|   | 115 | Francisco Javier Mauleón | Espagne              | Abandon |
|   | 63  | Emanuele Bombini         | Italie               | Abandon |
|   | 66  | Bruno Cenghialta         | Italie               | Abandon |
|   | 71  | Marco Giovannetti        | Italie               | Abandon |
|   | 65  | Davide Cassani           | Italie               | Abandon |
|   | 70  | Massimo Ghirotto         | Italie               | Abandon |
|   | 73  | Alberto Volpi            | Italie               | Abandon |
|   | 72  | Massimiliano Lelli       | Italie               | Abandon |
|   | 67  | Francesco Cesarini       | Italie               | Abandon |
|   | 39  | Thierry Marie            | France               | Abandon |
|   | 33  | Gilles Delion            | France               | Abandon |
|   | 37  | Luc Leblanc              | France               | Abandon |
|   | 31  | Jean-Claude Colotti      | France               | Abandon |
|   | 38  | Philippe Louviot         | France               | Abandon |
|   | 86  | Eddy Bouwmans            | Pays-Bas             | Abandon |
|   | 93  | Gerrit Solleveld         | Pays-Bas             | Abandon |
|   | 88  | Louis de Koning          | Pays-Bas             | Abandon |
|   | 89  | Gerrit de Vries          | Pays-Bas             | Abandon |
|   | 97  | Peter Winnen             | Pays-Bas             | Abandon |
|   | 94  | Jos van Aert             | Pays-Bas             | Abandon |
|   | 90  | Maarten Ducrot           | Pays-Bas             | Abandon |
|   | 96  | Nico Verhoeven           | Pays-Bas             | Abandon |
|   | 95  | Adrie van der Poel       | Pays-Bas             | Abandon |
|   | 91  | Frans Maassen            | Pays-Bas             | Abandon |
|   | 92  | Steven Rooks             | Pays-Bas             | Abandon |
|   | 9   | Peter De Clercq          | Belgique             | Abandon |
|   | 13  | Jos Haex                 | Belgique             | Abandon |
|   | 7   | Johan Bruyneel           | Belgique             | Abandon |
|   | 15  | Johan Museeuw            | Belgique             | Abandon |
|   | 16  | Jan Nevens               | Belgique             | Abandon |
|   | 59  | Mukesh Waghmare          | Inde                 | Abandon |
|   | 57  | Jeetendra Adsule         | Inde                 | Abandon |
|   | 58  | Ravindra Doiphode        | Inde                 | Abandon |
|   | 123 | Vladimir Poulnikov       | Union soviétique     | Abandon |
|   | 120 | Ivan Ivanov              | Union soviétique     | Abandon |
|   | 6   | Gerhard Zadrobilek       | Autriche             | Abandon |
|   | 29  | Uwe Raab                 | Allemagne de l'Est   | Abandon |
|   | 26  | Thomas Barth             | Allemagne de l'Est   | Abandon |
|   | 27  | Olaf Jentzsch            | Allemagne de l'Est   | Abandon |